# Мария Попова (езиковед)
Вижте пояснителната страница за други личности с името Мария Попова.
Мария Ганчева Попова е българска езиковедка, специалист в областта на терминознанието и терминографията, лексикологията и лексикографията, член-кореспондент на БАН.

## Биография
Мария Попова завършва българска филология в СУ „Св. Климент Охридски“ през 1964 г. Кандидат на филологическите науки с дисертация на тема „Валентността на глаголите в съвременния български книжовен език“ (1977). Доктор на филологическите науки с дисертация на тема „Номинацията в българската терминология“ (1987)..
Специализация в Института за чешки език към Чешката академия на науките в Прага (1995).
Започва трудовия си стаж като учителка в Техникума по минно дело (1965–1969) и преподавателка в Институт за чуждестранни студенти в София (1969–1978). Научен сътрудник II ст. (1978–1982), научен сътрудник I ст. (1982–1986), старши научен сътрудник II ст. (доцент) (1986–2001) и старши научен сътрудник I ст. (професор) (2001-) в Института за български език към БАН. Избрана за член-кореспондент на БАН през 2008 г.

## Книги[1]
- Термини–словосъчетания (Из областта на товароподемните и подемно-транспортните машина). Изд. на БАН, С., 1985, 206 с.
- Кратък валентен речник на глаголите в съвременния български книжовен език. Изд. на БАН, С., 1987, 544 с.
- Типология на терминологичната номинация. Изд. на БАН, С., 1990, 250 с.
- Понятийно-семантичната категория свойство в българската терминология. Академично издателство „Проф. М. Дринов“, С., 2000, 212 с.
- Теория на терминологията. 2012.